# Natália Lage
Natália Lage Vianna Soares (Niterói, 30 de octubre de 1978) es una actriz brasileña. Entre 2013 y 2016 condujo el programa Revista do Cinema Brasileiro.

## Filmografía

### Trabajos en la televisión
- 1988 - Tarcísio e Glória ... Mariana
- 1989 - O Salvador da Pátria .... Regina
- 1990 - Gente Fina .... Tatá
- 1992 - Perigosas Peruas .... Tuca
- 1993 - O Mapa da Mina .... Bia
- 1994 - Tropicaliente .... Adrenalina
- 1995 - Cara e Coroa .... Kika
- 1996 - Você Decide
- 1997 - O Amor Está no Ar .... Luísa
- 1998 - Mulher
- 1998 - Malhação .... Marina Grenato Almeida
- 2002 - A Padroeira .... Ana
- 2002 - A Grande Família .... Carina
- 2003 - Kubanacan .... Frida
- 2003 - Retrato Falado .... Irani
- 2004 - El color del pecado .... Roxane
- 2005 - A Lua Me Disse .... Beatriz
- 2006 - Retrato Falado .... Naty
- 2006 - A Diarista .... Dani
- 2006 - Sitcom.br .... Natália
- 2006 - Sob Nova Direção
- 2006 - Linha Direta Justiça .... Catharine Palse
- 2006 - Pé na Jaca .... Cecília
- 2007 - A Grande Família .... Gina (2007/2011)
- 2012 - Louco por Elas .... Luana
- 2012 - Tapas & Beijos .... Lucilene
- 2016 - Os Suburbanos .... Samira
- 2016 - Tempero Secreto .... Cristina de Bragança (Tita)
- 2016 - Segredos de Justiça .... Cristiane
- 2017 - Questão de Família .... Isabel
- 2017 - Sob Pressão .... Madalena
- 2017 - País Irmão .... Branca
- 2018 - Carcereiros .... Míriam
- 2018 - Lendas Urbanas .... Aline

### Cine
- 2003 - O Homem do Ano .... Érica
- 2004 - Xuxa e o Tesouro da Cidade Perdida .... Helena
- 2005 - 2 Filhos de Francisco .... Cleide
- 2006 - O Filme do Filme Roubado do Roubo da Loja de Filmes
- 2007 - Vendedores
- 2010 - Como Esquecer .... Lisa
- 2012 - Tomate Cereja .... Carol
- 2013 - Vai que Dá Certo .... Jaqueline
- 2014 - Love Film Festival .... Natália
- 2015 - O Engano
- 2016 - Vai que Dá Certo 2 .... Jaqueline
- 2016 - Um Homem Só .... Cecília
- 2018 - O Doutrinador .... Isabela
- 2020 - " Irmandade" ....

Repórter

## Teatro
- 1991 - Procura-se um Amigo[1]
- 1992 - Namoro
- 1993 - Os Sete Gatinhos
- 1995 - Bonitinha mas Ordinária
- 1995 - Arthur Bispo de Rosário/A Via Sacra dos Contrários
- 1996 - No de Gravata
- 1997 - A Beira do Mar Aberto
- 2001 - Pinóquio[2]
- 2003 - Zastrozzi
- 2004 - Esse Alguém Maravilhoso que Eu amei
- 2005 - Orlando[3]
- 2006 - Do Outro lado da Tarde[4]
- 2006 - Eu Nunca disse que Prestava
- 2009 - Quando se é Alguém
- 2010 - Comédia Russa[5]
- 2011 - Trilhas Sonoras de Amor Perdidas[6][7]
- 2012 - JT – Um Conto de Fadas Punk[8]
- 2013 - Edukators[9][10]